# Monaldo Leopardi
Monaldo Leopardi, né le 16 août 1776 à Recanati et mort dans cette même ville le 30 avril 1847, est un écrivain et homme politique italien. Il est le père du poète Giacomo Leopardi.

## Biographie
Il était né le 16 août 1776 du comte Giacomo Leopardi et de la marquise Virginia Mosca, de Pesaro. Il n'avait que quatre ans quand son père mourut. Il eut pour précepteur le P. José Matías de Torres, un Jésuite qui avait été recueilli chez les Leopardi quand la Compagnie avait été expulsée d'Espagne en 1767. Entré en possession de ses biens à dix-huit ans, il dilapida bientôt son patrimoine et tomba entre les mains des usuriers. Monaldo fut obligé d'abandonner à sa femme la conduite de la maison. 
Après la bataille de Faenza, la ville de Recanati fut occupée par l'armée française. Monaldo refusa d'assister au défilé des troupes dans les rues de sa ville natale, le général Buonaparte en tête : spectacle - dit-il dans ses Mémoires - « indigne d'un Italien ». En juin 1799, une véritable insurrection éclate. Des bandes d'insurgés parviennent à s'emparer de la ville et le comte Monaldo connu pour ses opinions conservatrices fut investi par ses concitoyens révoltés de la fonction de « gouverneur provisoire ». À la reprise de Recanati par les Français, il fut arrêté, sommé de payer une forte rançon, condamné néanmoins à la peine capitale, ensuite gracié et déporté comme otage à Ancône. Réduit à l'inactivité, après la deuxième Restauration (1814), Monaldo exerça de nombreuses responsabilités dans la ville de Recanati. En 1812, il ouvrit sa bibliothèque de 16 000 volumes à ses concitoyens. Il mourut à Recanati en 1847.

## Œuvres
Monaldo Leopardi fut un écrivain à succès. Défenseur de l'absolutisme de droit divin fondé sur la monarchie héréditaire, il définissait la souveraineté comme “le pouvoir de contraindre les individus pour le bien de la société” : elle ne pouvait donc appartenir qu'à Dieu. Adversaire acharné de la révolution de 1830, il aida de sa plume la réaction autrichienne et pontificale de 1831 et fit paraître, à la fin de cette même année, ses Dialogues sur les matières courantes pendant l'année 1831. Ces petits dialogues, qui contenaient la quintessence des idées conservatrices de Monaldo, obtinrent beaucoup de succès. Les trois premières éditions s'enlevèrent en 26 jours ; sept autres suivirent toutes de plusieurs milliers d'exemplaires. Ils furent traduits en allemand, en hollandais et en français, et ils furent réfutés par La Mennais dans un article intitulé De l’Absolutisme et de la Liberté, qui parut dans la Revue des Deux Mondes. Après avoir collaboré à la Voix de la vérité, feuille ultra-conservatrice publiée à Modène, il fut pendant quatre ans (de 1832 à 1835) le rédacteur en chef d’un journal catholique la Voce della ragione, destinée à défendre les idées théocratiques et monarchiques et à combattre le libéralisme.
Ses écrits sont caractéristiques d'une certaine littérature italienne du XIXe siècle : contre-révolutionnaire, polémique et passionnée. Au-delà des causes et thèses dépassées qu'il défendait on reconnait aujourd'hui une certaine valeur à son style vivace, non dénué d'humour et caustique.

## Œuvres traduites en français
- Mémoires (trad. Monique Baccelli), Laurence Teper, 2005 (ISBN 2952044260). Leopardi rédigea cette autobiographie à 48 ans. Dans ses Mémoires, il raconte avec élégance et humour son enfance, sa jeunesse, sa formation intellectuelle, ses débuts dans la vie, son mariage et ses interrogations sur l'éducation, la religion, la famille et la patrie. Il consacre également une part importante aux événements historiques, et en particulier à l'invasion française par les troupes de Napoléon, dont il fut un témoin actif et engagé. Monaldo Leopardi se juge lui-même avec objectivité et ne dissimule ni ses défauts ni ses erreurs, dont certaines ont entraîné sa famille et son fils Giacomo dans de grandes difficultés.